# Kantabrien
Kantabrien (sp. Cantabria) är en autonom region i norra Spanien som även rymmer provinsen med samma namn. Huvudstad är Santander.

## Historia
Kantabrien bosattes först av den keltiska sammanslutningen Cántabros av vilken regionen fick sitt namn. Sammanslutningen styrdes av kvinnor. På 400-talet, när västgoterna erövrade den Iberiska halvön, skapade de ett kantabriskt hertigdöme med Amaya som huvudstad. Men redan på 700-talet föll halvön under moriskt styre. Med Asturien som bas började återerövringen och snart var halvön åter under kristet styre. Alfons II besegrade Hixem I norr om Barrios de Luna i ett av de sista slagen i Kantabrien och fördrev morerna till Meseta central. Alfons III skapade slutligen kungadömet Asturien León. Ferdinand I erövrade regionen som på 1200-talet införlivades i kungadömet Kastilien. Tidigt på 1800-talet ockuperade fransmännen norra Spanien och Kantabriska bergen vilket blev startskottet för motståndsrörelsen. Gerillan, Guerrilleros, förde ett framgångsrikt krig mot de franska ockupanterna. I Spanska inbördeskriget från 1936 till 1939 streds det dock hårt om passen mellan Oviedo och León, då de möjliggjorde tillträde till Asturien.

## Geografi
Kantabrien gränsar i öst till den autonoma regionen Baskien (provinsen Viscaya); i söder till Kastilien-León, (provinserna León, Palencia och Burgos); i väst till Asturien; och i norr till Kantabriska havet i Biscayabukten.
De Kantabriska bergen är en fortsättning på Pyrenéerna. Dess högsta topp är Peñas de Europa, som når 2 678 meter över havet. I bergen finns fyndigheter av järn, zinkmalm och stenkol.
Kustremsan, där bland annat Santanderviken ligger, består av branta klippor som innefattar flodmynningar och stränder. Santanderviken avgränsas i söder av berg.

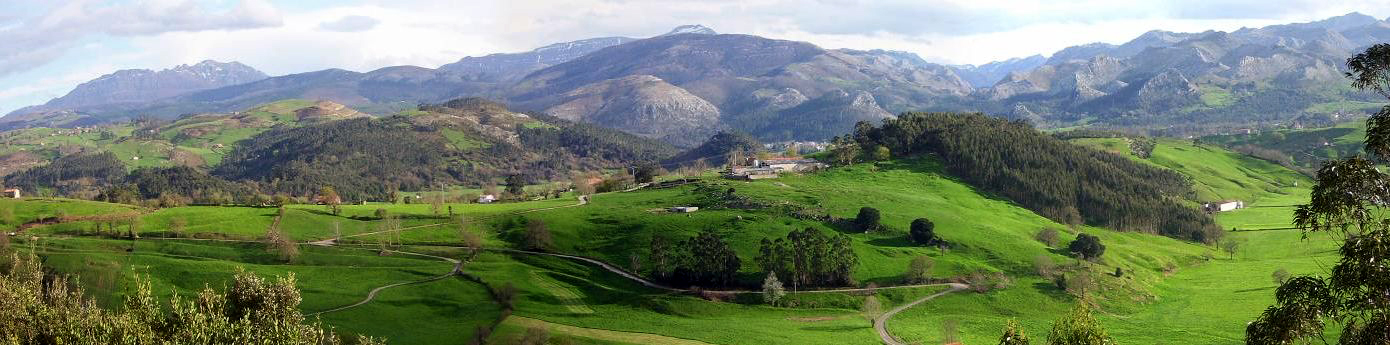
Panoramabild från Santa Marina i kommunen Entrambasaguas.

## Klimat
På grund av det kantabriska havet har Kantabrien ett fuktigt klimat med jämna temperaturer, liknande de som finns i Newfoundland och Labrador. Den årliga nederbörden vid kusten ligger på omkring 1 200 millimeter per år och är högre i inlandet. Medeltemperaturen är 14 °C. I de högre delarna av landskapet förekommer snöfall mellan oktober och mars. I vissa delar av Picos de Europa, på över 2 500 meters höjd, finns glaciärer. De torraste månaderna är juli och augusti men det förekommer inte torka eftersom det ändå förekommer lite nederbörd och inte temperaturen är så hög.
Påverkan från bergen är huvudorsaken till de meteorologiska situationer som kallas suradas som orsakas av föhnvindar. De sydliga vindarna är starka och torra och gör att temperaturen ökar ju närmare kusten den når. Detta gör att luftfuktigheten och nederbörden minskar. I kontrast till detta står sydsluttningarna i bergsområdena, där vindarna är fuktigare och orsakar mer regn. Dessa situationer är vanligare på hösten och vintern, då temperaturen kan ibland nå upp till 20 °C.. Huvudstaden Santander förstördes 1941 till hälften av en tornado och till hälften av en brand.

## Ekonomi
Förutom jordbruk är fiske och turism viktiga för ekonomin i Kantabrien. Utöver detta har traditionellt gruvindustrin varit viktig, speciellt för zink, , bly-, järn- och stenkolsproduktionen. I utkanten av staden Torrelavega finns stora kemiska fabriker och i Santander olika tillverkningsindustrier.

## Berömda kantabrier[5]
Historiska personer
- Corocotta, Pedro, hertig av Kantabrien, Alfonso I, Beato de Liébana, Iñigo de Mendoza, Juan de la Cosa, Juan de Escobedo, Juan de Herrera, Bárbara de Blomberg, Juan Francisco de Güemes, Francisco Rávago, Francisco Antonio Cagigal de la Vega, Luis Vicente de Velasco e Isla, Pedro Velarde, Angel Herrera Oria.

Konst och litteratur
- Marcelino Menéndez Pelayo, José María de Pereda, Manuel Llano, Pancho Cossío, José María de Cossío, Gerardo Diego, Rafael de Floranes, Agustín Riancho, Ataúlfo Argenta, Concha Espina, José Hierro.

Forskning och teknik
- Augusto González de Linares, Enrique Diego Madrazo y Azcona, Leonardo Torres Quevedo.

Sport
- Francisco Gento, Vicente Trueba Pérez, Carlos Alonso González "Santillana", José Manuel Abascal, Severiano Ballesteros, Iván Helguera, Pedro Munitis, Óscar Freire, Ruth Beitia.